# أولغا أميرة اليونان والدنمارك
أولغا أميرة اليونان والدنمارك (11 يونيو 1903 - 16 أكتوبر 1997) كانت حفيدة الملك جورج الأول وزوجته ايلينا فلاديميروفنا دوقة روسيا وكانت متزوجه من بول أمير يوغوسلافيا.